# Swiss Open Gstaad 2025
Swiss Open Gstaad 2025, oficiálně EFG Swiss Open Gstaad 2025, byl tenisový turnaj na mužském profesionálním okruhu ATP Tour, hraný v areálu s centrální arénou Roye Emersona. Padesátý sedmý ročník Swiss Open probíhal mezi 14. a 20. červencem 2025 ve švýcarském Gstaadu na otevřených antukových dvorcích.
Turnaj s odměnami hráčům 596 035 eur patřil do kategorie ATP Tour 250. Nejvýše nasazeným hráčem ve dvouhře se stal třináctý tenista světa Casper Ruud z Norska. Jako poslední přímý účastník do singlové soutěže nastoupil argentinský 131. hráč žebříčku Román Andrés Burruchaga. V důsledku invaze Ruska na Ukrajinu na konci února 2022 řídící organizace tenisu ATP, WTA a ITF s grandslamy rozhodly, že ruští a běloruští tenisté mohli dále na okruzích startovat, ale do odvolání nikoli pod vlajkami Ruska a Běloruska.
Šestým singlovým titulem na okruhu ATP Tour, a prvním na antuce, zkompletoval 28letý Kazachstánec Alexandr Bublik trofeje ze všech tří povrchů okruhu. Čtyřhru ovládli Portugalec Francisco Cabral s Rakušanem Lucasem Miedlerem a získali první společnou trofej na okruhu.

## Rozdělení bodů a finančních odměn

### Rozdělení bodů
| Soutěž       | Soutěž | vítězové | finalisté | semifinalisté | čtvrtfinalisté | 16 v kole | 32 v kole | Q  | Q2 | Q1 |
| ------------ | ------ | -------- | --------- | ------------- | -------------- | --------- | --------- | -- | -- | -- |
| dvouhra mužů | [ 2 ]  | 250      | 165       | 100           | 50             | 25        | 0         | 13 | 7  | 0  |
| čtyřhra mužů | [ 7 ]  | 250      | 150       | 90            | 45             | 0         | —         | —  | —  | —  |

Vysvětlivky
1. ↑  Nasazení s volným losem do druhého kola v případě prohry neobdrželi žádné body.[1]

### Finanční odměny
| Soutěž                                  | Soutěž      | vítězové | finalisté | semifinalisté | čtvrtfinalisté | 16 v kole | 32 v kole | Q2      | Q1      |
| --------------------------------------- | ----------- | -------- | --------- | ------------- | -------------- | --------- | --------- | ------- | ------- |
| dvouhra mužů                            | [ 2 ] [ 8 ] | 90 675 € | 52 890 €  | 31 090 €      | 18 015 €       | 10 460 €  | 6 390 €   | 3 200 € | 1 745 € |
| čtyřhra mužů                            | [ 7 ]       | 31 530 € | 16 940 €  | 9 910 €       | 5 500 €        | 3 240 €   | —         | —       | —       |
| částky ve čtyřhrách jsou uvedeny na pár |             |          |           |               |                |           |           |         |         |

## Mužská dvouhra

### Nasazení
| Stát                           | Hráč                    | ATP | Nasazení |
| ------------------------------ | ----------------------- | --- | -------- |
| Norsko                         | Casper Ruud             | 15. | 1.       |
| Kazachstán                     | Alexandr Bublik         | 31. | 2.       |
| Španělsko                      | Pedro Martínez          | 52. | 3.       |
| Argentina                      | Tomás Martín Etcheverry | 53. | 4.       |
| Srbsko                         | Laslo Djere             | 60. | 5.       |
| Belgie                         | David Goffin            | 63. | 6.       |
| Argentina                      | Francisco Comesaña      | 65. | 7        |
| Francie                        | Arthur Rinderknech      | 72. | 8.       |
| Žebříček ATP k 30. červnu 2025 |                         |     |          |

### Jiné formy účasti
Následující hráči obdrželi divokou kartu:
- David Goffin
- Jérôme Kym
- Dominic Stricker

Následující hráč nastoupil díky programu Next Gen pro hráče do 20 let jako člen Top 350:
- Martín Landaluce

Následující hráč nastoupil jako mimořádný náhradník:
- Stan Wawrinka

Následující hráči postoupili z kvalifikace:
- Ignacio Buse
- Calvin Hemery
- Francesco Passaro
- Marco Trungelliti

Následující hráč postoupil z kvalifikace jako šťastný poražený:
- Patrick Zahraj

### Odhlášení
před zahájením turnaje
- Matteo Berrettini → nahradil jej  Arthur Cazaux
- Marin Čilić → nahradil jej  Dalibor Svrčina
- Daniel Elahi Galán → nahradil jej  Nikoloz Basilašvili
- Cristian Garín → nahradil jej  Térence Atmane
- Pedro Martínez → nahradil jej  Patrick Zahraj
- Otto Virtanen → nahradil jej  Román Andrés Burruchaga
- Alexander Zverev → nahradil jej  Stan Wawrinka

## Mužská čtyřhra

### Nasazení
| Stát                                                                      | Hráč                | Stát       | Hráč            | ATP  | Nasazení |
| ------------------------------------------------------------------------- | ------------------- | ---------- | --------------- | ---- | -------- |
| Portugalsko                                                               | Francisco Cabral    | Rakousko   | Lucas Miedler   | 87.  | 1.       |
| Německo                                                                   | Jakob Schnaitter    | Německo    | Mark Wallner    | 120. | 2.       |
| Německo                                                                   | Hendrik Jebens      | Francie    | Albano Olivetti | 126. | 3.       |
| Německo                                                                   | Constantin Frantzen | Nizozemsko | Robin Haase     | 127. | 4.       |
| Žebříček ATP k 30. červnu 2025; číslo je součtem umístění obou členů páru |                     |            |                 |      |          |

### Jiné formy účasti
Následující páry obdržely divokou kartu:
- Henry Bernet /  Stan Wawrinka
- Jakub Paul /  Dominic Stricker

### Odhlášení
před zahájením turnaje
- Íñigo Cervantes /  Pedro Martínez → nahradili je  Matwé Middelkoop /  Jean-Julien Rojer
- Skander Mansúri /  David Pel → nahradili je  Marcelo Demoliner /  Skander Mansúri

## Přehled finále

### Mužská dvouhra
- Alexandr Bublik vs.  Juan Manuel Cerúndolo, 6–4, 4–6, 6–3

### Mužská čtyřhra
- Francisco Cabral /  Lucas Miedler vs.  Hendrik Jebens /  Albano Olivetti, 6–7(4–7), 7–6(7–4), [10–3]